# Лиудолфинги
Лиудолфингите (на немски: Liudolfinger), след короноването за кайзери наричани също и Саксонска династия или Отони, са саксонски благороднически род и една владетелска немска династия. Лиудолфингите са крале и императорити на Източното франкско кралство (Свещена Римска империя) (919 – 1024), херцози на Саксония (843 – 961), Лотарингия (939 – 940; 953 – 965), Каринтия (947 – 976; 989 – 995), Бавария (945 – 982; 985 – 1004) и Швабия (948 – 957; 973 – 982).
- Лиудолф (806 – 866), херцог на Саксония от 843, ∞ ок. 836 за Ода (806 – 913), дъщеря на граф Билунг I, от която има шест деца:

1. Ото I Сиятелни (ок. 836 – 30.11.912), херцог на Саксония от 866, ∞ ок. 869 за Хедвига († 903), дъщеря на Хайнрих, маркграф на Северната марка, от която има две деца:
  1. Хайнрих I Птицелов (ок. 876 – 2.7.936), херцог на Саксония от 912, крал на Източнофранкското кралство от 919, ∞ 1. (906) за Хатебурга (ок. 880 – 909), дъщеря на граф Ервин фон Саксен, от която има едно дете; ∞ 2. (909) за Матилда (ок. 890 – 968), дъщеря на граф Дитрих фон Вестфалия, от която има пет деца:
    1. Танкмар (1) († 938);
    2. Ото (Отон) I Велики (2) (23.11.912 – 7.5.973), херцог на Саксония (936 – 961), крал на Източнофранкското кралство от 936, император на Свещената Римска империя от 962, ∞ 1. за неизвестна славянка, от която има един извънбрачен син; ∞ 2. (929) за Едит (910 – 946), дъщеря на английския крал Едуард I Стария, от която има три деца; ∞ 3. (951) за Аделхайд (931/932 – 999), дъщеря на краля на Горна Бургундия Рудолф II, от която има две деца:
      1. Вилхелм (1) (929 – 968), архиепископ на Майнц (954 – 968);
      2. дъщеря с неизвестно име (2), ∞ за граф Куно фон Енинген;
      3. Луидолф (2) (930 – 957), херцог на Швабия от 948, ∞ 948 за Ида († 986), дъщеря на Херман I, херцог на Швабия, от която има две деца:
        1. Матилда (949 – 1011), абатиса в Есен;
        2. Ото I (954 – 982), херцог на Швабия от 973 и Бавария от 975.

      4. Лиутгарда (2) (931/932 – 953), ∞ 947 за лотарингския херцог Конрад († 955);
      5. Ото (Отон) II Рижия (3) (нач. 955 – 7.12.983), крал на Германия от 961, император на Свещената Римска империя от 967, ∞ 972 за Теофано (960 – 991), племенница на императора на Византия Йоан I Цимисхи, от която има четири деца:
        1. Аделхайд (977 – 1045), абатиса в Кведлинбург от 999 и Гандерсхайм от 1039;
        2. София (978 – 1039), абатиса в Гандесхайм от 1002;
        3. Ото (Отон) III (980 – 21.1.1002), крал на Германия от 983, император на Свещената Римска империя от 996;
        4. Матилда (979 – 1025), ∞ 992 за лотарингския пфалцграф Ецо (955 – 1034).

      6. Матилда (3) (кр. 955 – 999), първа абатиса в Кведлинбург.

    3. Герберга (2) (913 – 984), ∞ 1. (929) за лотарингския херцог Гизелберт (890 – 939); ∞ 2. (939) за западнофранкския крал Луи IV
    4. Хедвига (2) (ок. 922 – ок. 965), ∞ 937 за херцога на Аквитания Хуго Велики († 956)
    5. Хайнрих I (2) (919/922 – 1.11.955), херцог на Лотарингия (939 – 940), на Бавария от 945 и на Каринтия от 947, ∞ 938 за Юдит (925 – 985), дъщеря на баварския херцог Арнулф I, от която има три деца:
      1. Хедвига († 994), ∞ за швабския херцог Бурхард III († 973);
      2. Герберга (ок. 940 – 1001), абатиса в Гандерсхайм от 959;
      3. Хайнрих II (951 – 28.8.995), херцог на Бавария (955 – 976; 985 – 995) и Каринтия (976 – 978; 989 – 995), ∞ за Гизела (950 – 1004), дъщеря на Конрад III, крал на Горна Бургундия, от която има четири деца:
        1. Хайнрих II Свети (6.5.973 – 13.7.1024), херцог на Бавария (995 – 1004), крал на Германия от 1002, император на Свещената Римска империя от 1014, ∞ 999 за Кунигунда (980 – 1033), дъщеря на графа на Люксембург Зигфрид I;
        2. Бруно († 1029), епископ на Аугсбург от 1006;
        3. Гизела (984/985 – 1033), ∞ 995 за унгарския крал Ищван I (969 – 1039);
        4. Бригита († сл. 1004), монахиня;
        5. Арнолд († 1018), извънбрачен син на Хайнрих II, архиепископ на Равена от 1014.

    6. Бруно (925 – 11.10.965), херцог на Лотарингия (953 – 959), архиепископ на Кьолн от 953

  2. Ода (875/880 – сл. 952), ∞ 879 за Цвентиболд (ок. 870 – 900), крал на Лотарингия.
2. Бруно († 880), съуправител на брат си Ото I Сиятелни от 866;
3. Луитгарда († 885), ∞ 876/877 за Лудвиг III (ок. 830 – 882), крал на Саксония, син на Лудвиг II Немски, крал на Източнофранкското кралство;
4. Хатумода (840 – 874), абатиса в Гандерсхайм;
5. Герберга († 896), абатиса в Гандерсхайм;
6. Христина († 919), абатиса в Гандерсхайм.[1]